# Turtur chalcospilos
Turtur chalcospilos là một loài chim trong họ Columbidae.